# Diecezja Tursi-Lagonegro
Diecezja Tursi-Lagonegro (łac. Dioecesis Tursiensis-Lacunerulonensis, wł. Diocesi di Tursi-Lagonegro) – rzymskokatolicka diecezja ze stolicą w Tursi we Włoszech. Biskup Tursi-Lagonegro jest sufraganem arcybiskupa Potenza–Muro Lucano–Marsico Nuovo.
W 2023 na terenie diecezji pracowało 5 zakonników i 45 sióstr zakonnych.

## Historia
Diecezję Anglona erygowano w X wieku. Dziś miejscowość Anglona znajduje się w gminie Tursi.
8 sierpnia 1545 zmieniono nazwę na diecezja Anglona-Tursi.
8 września 1976 zmieniono nazwę na obecną. Tego dnia utworzono również biskupstwo tytularne Anglona.

## Biskupi
- Carmelo Pujia (1897 - 1905) następnie mianowany arcybiskupem Santa Severina
- Ildefonso Vincenzo Pisani CRL (1908 - 1912)
- Giovanni Pulvirenti (1912 - 1922) następnie mianowany biskupem Cefalù
- Ludovico Cattaneo (1923 - 1928) następnie mianowany biskupem Ascoli Piceno
- Domenico Petroni (1930 - 1935) następnie mianowany biskupem Melfi–Rapolla
- Lorenzo Giacomo Inglese OFMCap (1935 - 1945)
- Pasquale Quaremba (1947 - 1956) następnie mianowany biskupem Gallipoli
- Secondo Tagliabue (1957 - 1970)
- Dino Tomassini (1970 - 1974) następnie mianowany biskupem Assisi
- Vincenzo Franco (1974 - 1981) następnie mianowany arcybiskupem Otranto
- Gerardo Pierro (1981 - 1987) następnie mianowany arcybiskupem Salerno–Campagna–Acerno
- Rocco Talucci (1988 - 2000) następnie mianowany arcybiskupem Brindisi–Ostuni
- Francescantonio Nolè OFMConv (2001 - 2015) następnie mianowany arcybiskupem Cosenza-Bisignano
- Vincenzo Carmine Orofino (od 2016)